# Italia ai XII Giochi paralimpici estivi
L'Italia ha partecipato ai XII Giochi paralimpici estivi di Atene (17 - 28 settembre 2004) con una delegazione di ?? atleti e ?? guide, concorrenti in ?? discipline.

## Medaglie

### Medagliere per discipline
| Discipline       | Oro | Argento | Bronzo | Totale |
| ---------------- | --- | ------- | ------ | ------ |
| Atletica leggera | 1   | 4       | 4      | 9      |
| Nuoto            | 1   | 1       | 1      | 3      |
| Tiro con l'arco  | 1   | 1       | 0      | 2      |
| Scherma          | 1   | 0       | 0      | 1      |
| Ciclismo         | 0   | 1       | 2      | 3      |
| Tennistavolo     | 0   | 1       | 0      | 1      |
| Totale           | 4   | 8       | 7      | 19     |

### Medaglie d'oro
| Medaglia | Nome                 | Disciplina       | Evento                                |
| -------- | -------------------- | ---------------- | ------------------------------------- |
| Oro      | Paola Fantato        | Tiro con l'arco  | Individuale femminile W1/W2           |
| Oro      | Alvise De Vidi       | Atletica leggera | Maratona maschile T51                 |
| Oro      | Immacolata Cerasuolo | Nuoto            | 100 metri farfalla femminili S8       |
| Oro      | Alberto Pellegrini   | Scherma          | Sciabola individuale maschile Cat.'A' |

### Medaglie d'argento
| Medaglia | Nome                                       | Disciplina       | Evento                                              |
| -------- | ------------------------------------------ | ---------------- | --------------------------------------------------- |
| Argento  | Paola Fantato Anna Menconi Sandra Truccolo | Tiro con l'arco  | Gara a squadre femminile                            |
| Argento  | Stefano Lippi                              | Atletica leggera | salto in lungo maschile F42                         |
| Argento  | Roberto La Barbera                         | Atletica leggera | salto in lungo maschile F44                         |
| Argento  | Francesca Porcellato                       | Atletica leggera | 100 metri femminili T53                             |
| Argento  | Francesca Porcellato                       | Atletica leggera | 800 metri femminili T53                             |
| Argento  | Fabio Triboli                              | Ciclismo         | Combinata su strada (in linea + crono) maschile LC1 |
| Argento  | Immacolata Cerasuolo                       | Nuoto            | 200 metri misti femminili SM8                       |
| Argento  | Valeria Zorzetto                           | Tennistavolo     | Singolare femminile classe S4                       |

### Medaglie di bronzo
| Medaglia | Nome                 | Disciplina       | Evento                                |
| -------- | -------------------- | ---------------- | ------------------------------------- |
| Bronzo   | Alvise De Vidi       | Atletica leggera | 200 metri maschile T51                |
| Bronzo   | Andrea Cionna        | Atletica leggera | 10000 metri maschili T11              |
| Bronzo   | Andrea Cionna        | Atletica leggera | Maratona maschile T11                 |
| Bronzo   | Francesca Porcellato | Atletica leggera | 400 metri femminili T53               |
| Bronzo   | Fabio Triboli        | Ciclismo         | Inseguimento individuale maschile LC1 |
| Bronzo   | Fabrizio Macchi      | Ciclismo         | Inseguimento individuale maschile LC3 |
| Bronzo   | Carlo Piccoli        | Nuoto            | 220 metri stile libero maschile S3    |

### Plurimedagliati
| Nome                 | Disciplina       | Oro | Argento | Bronzo | Totale |
| -------------------- | ---------------- | --- | ------- | ------ | ------ |
| Paola Fantato        | Tiro con l'arco  | 1   | 1       | 0      | 2      |
| Immacolata Cerasuolo | Nuoto            | 1   | 1       | 0      | 2      |
| Alvise De Vidi       | Atletica leggera | 1   | 0       | 1      | 2      |
| Francesca Porcellato | Atletica leggera | 0   | 2       | 1      | 3      |
| Fabio Triboli        | Atletica leggera | 0   | 1       | 1      | 2      |
| Andrea Cionna        | Atletica leggera | 0   | 0       | 2      | 2      |